# Roztocene jeviste
Roztočené jeviště. Úvahy o novém divadle (L'escenari giratori. Observacions sobre el nou teatre), és un llibre del teòric, crític, director de teatre i cinema Jindřich Honzl, publicat al 1925. Aquest és una antologia d'articles del director de teatre Jindřich Honzl, inspirada en el teatre rus, que tracta sobre el teatre proletari i l'actuació.
Aquesta obra exemplifica una de les grans i radicals aportacions de l'avantguarda txeca a l'art modern d'entreguerres. Es tracta d'una obra col·lectiva en la qual el text i imatge, coberta i disseny gràfic, proposen una consideració del llibre com una cosa que deixa de ser privada per tal de ser pública.

### Coberta
La seua coberta és un collage, creació de Jindřich Štyrský i Toyen, pseudònim de Marie Čermínová, on van recórrer a imatges obtingudes de mitjans gràfics contemporanis i que refereixen tant a l'oci modern com a continguts del text mateix. Aquest és el cas del bus amb la seua particular indumentària, ja que Honzl dedica un capítol del llibre a Oskar Schlemmer i els seus dissenys de vestuari per al Triadische Ballett o ballet Triádico, del 1922.
Per una altra banda, fou el dissenyador gràfic i tipogràfic Karel Teige, el qual va dissenyar i concebre el llibre. A partir del fotocollage i les eines que va utilitzar de disseny gràfic, Teige sostenía el principi que la coberta del llibre havia de convertir-se en el seu cartell, amb l'objectiu que la seua publicitat siga el més eficaç possible.

#### Composició de la coberta
Aquesta nova forma sorgida de la combinació de tipografia, fotocollage i mitjans gràfics va donar lloc al que coneixem com imatge-poema, que suposa una estructura o signe no verbal, però visual i tàctil, una definició que s'aproximava a la idea de tipofoto, formulada per László Moholy-Nagy cap al 1925. Inserit en aquesta idea, Teige assenyalava que la coberta havia de ser concebuda atenent a una composició forta, activa i equilibrada de color i forma, evitant la simetria. En aquest cas, els elements fotogràfics s'ordenen a partir d'una estructura interna, equilibrant la pàgina, sobre un fons de formes ortogonals blanques, negres i on destaca sobretot el blau. També va concedir un paper protagonista a l'ús de la fotografia i el collage en tractar-se de mitjans fotomecànics participants de l'estètica de l'època, i també perquè el resultat estava compost a partir d'artefactes i instruments que oferien una major facilitat de lectura i comprensió per al públic o consumidor.

### Efectes del llibre en la societat contemporània
Aquest llibre i les aportacions tècniques, plàstiques i estètiques que comporta, així com les nombroses cobertes en les quals van treballar els tres autors en la segona meitat dels anys 20, estan inserits en un moment de recuperació política i econòmica, després de la Segona Guerra Mundial. En ser una cosa moderna, era considerat com un element d'urgencia, ja que modernizar-se suposava una necessitat.